# Rhinocricus ererensis
Rhinocricus ererensis är en mångfotingart som beskrevs av Christoph D. Schubart 1947. Rhinocricus ererensis ingår i släktet Rhinocricus och familjen Rhinocricidae. Inga underarter finns listade i Catalogue of Life.